# Zenne
De Zenne (Frans: Senne) is een rivier in België die op 123 meter hoogte ontspringt in het gehucht Naast ten zuiden van Zinnik en daarna door Brussel stroomt, waar de rivier werd overwelfd. Na 103 kilometer vloeit ze op een hoogte van 5 meter in Heffen aan het zogenaamde Zennegat (iets ten noorden van Mechelen) in de Dijle, samen met het Kanaal Leuven-Dijle. De bovenloop (tot Halle) is in de Paleozoïsche ondergrond ingesneden. De Zenne is de langste rivier die alleen over het grondgebied van België stroomt

## Stroomgebied
Het stroomgebied van de Zenne heeft een oppervlakte van 1164 km².
Ze stroomt achtereenvolgens door Naast, Zinnik (Soignies), Horrues, Steenkerke (Steenkerque), Roosbeek (Rebecq), Quenast, Tubeke (Tubize), Lembeek, Halle, Buizingen, Lot, Beersel, Ruisbroek, Drogenbos, Vorst, Anderlecht, Sint-Gillis, Brussel, Sint-Jans-Molenbeek, Laken, Schaarbeek, Neder-Over-Heembeek, Evere, Haren, Vilvoorde, Eppegem, Weerde, Hofstade, Zemst, Hombeek, Leest, Heffen tot aan het Zennegat in de Dijle. Vanaf Tubeke loopt het kanaal Charleroi-Brussel parallel aan de Zenne. Voorbij Vilvoorde wordt de Zenne onderhevig aan de getijden van de Noordzee.
Het "Zennekanaal" (het Kanaal Charleroi-Brussel vanaf Seneffe, overgaand in het Zeekanaal Brussel-Schelde) loopt parallel aan de rivier, in voortdurende interactie ermee. Door de inkokering van de Zenne op verschillende plaatsen was het nodig overstorten aan te leggen waar de rivier bij hoge waterstand kan overlopen in het kanaal (te Lembeek en aan de sluizen van Anderlecht en Molenbeek). Omgekeerd zijn er in Vilvoorde hevels die een teveel aan kanaalwater opnieuw in de Zenne kunnen overstorten.

## Vervuiling
In de verstedelijkte gebieden van Zinnik, Halle, Brussel en Mechelen krijgt de Zenne veel industrieel en huishoudelijk afvalwater te verwerken. In haar stroomgebied wonen anderhalf miljoen mensen. De Zenne wordt gezien als de grootste bron van vervuiling van de Schelde. De rivier die over een groot deel van haar loop gekanaliseerd en onbevaarbaar is, stroomt door de drie Belgische gewesten die elk een verschillend beleid voeren op het vlak van waterzuivering.
Het water van de Zenne is ooit dermate vervuild geweest dat het brandde: begin jaren 90 vatte de Zenne tussen Brussel en Vilvoorde vlam en was een interventie van de brandweer nodig om ze te blussen.
Sindsdien is er hard gewerkt aan het bouwen van verschillende zuiveringsinstallaties om van de Zenne, die voorbij Brussel tot voor enkele jaren een open riool was, opnieuw een leefbare waterloop te maken. In 2000 is het zuiveringsstation Brussel-Zuid in gebruik genomen. Het huishoudelijk afvalwater van de stad, dat anderhalve eeuw lang ongezuiverd in de rivier geloosd werd, wordt sedert maart 2007 behandeld in de nieuwe installatie Brussel-Noord nabij de Budabrug.
De kwaliteit van het rivierwater is dankzij de ingebruikname van de waterzuiveringsinstallaties duidelijk verbeterd, in die mate dat eind augustus 2007 voor het eerst in zeventig jaar weer vis in de Zenne werd waargenomen. Het ging om driedoornige stekelbaars, blauwbandgrondel en riviergrondel in Drogenbos en Lembeek (beide stroomopwaarts van Brussel gelegen) en paling te Leest (stroomafwaarts van Brussel).

## Geschiedenis

### Handelsader en tolheffing
In de middeleeuwen droegen de transportmogelijkheden die de Zenne bood bij tot het ontstaan van Brussel. Via de Dijle, de Rupel en de Schelde was scheepvaart met Mechelen, Antwerpen en Leuven mogelijk. Hertog Jan II van Brabant verwierf de zelfstandige Heerlijkheid Mechelen van de Luikse prinsbisschop Hugo van Châlons en verlegde prompt de stapel van Antwerpen naar zijn nieuwe gebied (1301). Hierdoor moest alle doorgevoerde graan, vis en zout er worden uitgeladen en drie dagen te koop aangeboden, tenzij een tol werd betaald. Deze Mechelse taxatie leidde tot grote conflicten tussen de Brabantse steden, culminerend in het Groot Stedenproces (1432-38). Ook nadien flakkerde het probleem nog geregeld op, tot de Mechelaars buitenspel werden gezet door de aanleg van de Willebroekse Vaart (opening in 1561). Formeel bleef het tolprivilege van de Dijlestad nog bestaan tot het einde van het ancien régime (1785). Aan de brug in Heffen, geflankeerd door een grote ronde vestingtoren, hing eeuwenlang een tolketting over de Zenne (“Ceste Chayne de fer de Heffene”). Deze ketting, die bijna constant een knarsend geluid maakte, zorgde ervoor dat de schepen niet verder konden varen zolang er geen tol was betaald of aan het stapelrecht was voldaan.

### Overwelving
In de tweede helft van de 19e eeuw groeide bij het stadsbestuur de wens om het centrum van Brussel te saneren en verfraaien. Daarmee bedoelde men de aanleg van brede, rechte boulevards naar Parijs' voorbeeld, waarbij de kronkelige Zenne onder de grond zou verdwijnen. In 1863 werd de rivier beschreven als "een modderig riool" en na een cholera-epidemie in 1865, met 3500 doden, werd definitief beslist om hem te overwelven. Het plan van Léon Suys voorzag in twee collectoren, waarbij het afvalwater gescheiden bleef. De werken duurden van 1867 tot 1871 en zagen het ontstaan van de Henegouwenlaan (nu Maurice Lemonnierlaan), de Centrale Laan (nu Anspachlaan), de Noordlaan (nu Adolphe Maxlaan) en de Zennelaan (nu Émile Jacqmainlaan).
Paradoxaal genoeg is de Zenne nooit vuiler geweest dan na deze operatie. Excrementen, die voorheen in beerputten werden bewaard en via ophaling naar de Mestbak gebracht, mochten voortaan rechtstreeks in de rivier worden geloosd. De twee collectoren van Suys kwamen na hun stedelijke doortocht gewoon samen. Plannen om nieuwe vormen van recyclage te vinden, stierven een stille dood.
Ook andere gemeenten voerden werken uit om de Zenne te overwelven: Zinnik tussen 1896 en 1933, Vilvoorde en Halle tussen 1933 en 1955. In die laatste stad is de Zenne omgeleid langs de oude stadsgracht, de Leide.
Tussen 2003 en 2025 heeft Vivaqua 14 kilometer ondergrondse Zennekokers vernieuwd.

### Kanalisering
Ingenieur Wenceslas Cobergher maakte in 1616 plannen voor de kanalisatie van de Zenne tussen Brussel en Halle. Dit project werd pas uitgevoerd in de 19de eeuw maar leidde tot overstromingen. Daarom werd de loop van de rivier tussen 1931 en 1955 aangepast naar een omleiding die parallel loopt met de oude noordwestelijke stadswal, wat maakt dat de Zenne nu in Brussel tussen de Poincarélaan en de Zuiderlaan naar het noorden stroomt. Voorbij de Bergensesteenweg loopt de Zenne verder in de middenberm van de Slachthuizenlaan, om dan iets voorbij de slachthuizen van Anderlecht naast het Zeekanaal Brussel-Schelde uit te komen. Ze volgt het kanaal in noordelijke richting tot aan de Havenlaan; waar het kanaal verder rechtdoor loopt, draait de Zenne hier onder de Sainctelettesquare naar rechts om onder de Willebroeksekaai verder te stromen. Pas na de Van Praetbrug komt de Zenne even terug "boven water" om ter hoogte van de verbrandingsoven van Neder-Over-Heembeek terug onder te duiken, en later ter hoogte van "de Marly" terug boven te komen. Van hier loopt de Zenne dan opnieuw grotendeels bovengronds.
De oude bedding van de Zenne, ter hoogte van de Beurs, werd in de jaren zeventig ingenomen door de Brusselse metro. De lokettenzaal van het premetrostation Beurs ligt in de oude overloopbekkens van de eerste Zenneoverkoepeling. Aan een binnenpleintje tussen het Sint-Goriksplein en de Sint-Kristoffelstraat is er nog een stukje van ongeveer 50 meter waar een oude zijarm van de Zenne bovengronds ligt.
De voorbije 150 jaar is de uiterst grillige Zenne op bijna alle plaatsen van zijn benedenloop rechtgetrokken.

## Zijrivieren
De belangrijkste zijrivieren van de Zenne zijn (stroomafwaarts):
- Senette (Zinnik)
- Gageolle (Zinnik)
- Brainette (Steenkerke)
- Zuunbeek (Sint-Pieters-Leeuw)
- Molenbeek (Lot)
- Geleytsbeek (Drogenbos)
- Linkebeek (Drogenbos)
- Neerpedebeek (Anderlecht)
- Molenbeek-Pontbeek (Laken)
- Maalbeek (Schaarbeek)
- Woluwe (Vilvoorde)
- Tangebeek (Zemst)
- Maalbeek (Grimbergen) (mondt uit in het kanaal Brussel-Schelde)
- Laarbeek (Leest)
- Leibeek (Mechelen)

De onderstaande bijrivieren werden afgeleid van hun natuurlijke loop en monden nu uit in het kanaal Brussel-Charleroi.
- Hain te Klabbeek vanaf 1961
- Thines
- Samme te Ronquières vanaf 1966 [5]

## In de letteren
In een brief van 1 september 1837 aan zijn vrouw Adèle, bekloeg Victor Hugo zich over de namaak die in Brussel welig tierde en vermeldde hij als laatste voorbeeld ook de naam van de rivier:

Enfin, par un malencontreux hasard, la petite rivière qui passe à Bruxelles s'appelle, pas tout à fait la Seine, mais la Senne.

Door een ongelukkig toeval heet het riviertje dat in Brussel passeert niet helemaal de Seine, maar de Zenne.

De bittere Baudelaire wijdde een heel werk aan zijn Belgenhaat (Amœnitates belgicæ, 1864) en daarin kon de Zenne niet ontbreken. Onder meer zijn gedicht Une eau salutaire ("Een heilzaam water") gaat over de door hem vermaledijde rivier, die hij une Seine obscène noemde en "een stromend excrement".
Geert van Istendael schreef de volgende verzen over de Zenne:

Al is de stroom dan stinkend afgedropen,

lees deze regels niet als doodsbericht.

De tijden wisselen. Ooit zal het tij verlopen,

ooit komt de Zenne weer aan het zonnelicht.

## Wetenswaardigheden
- De naam Zinnik/Soignies betekent woonplaats op de Zenne (Siniacum in het Gallo-Romeins). Heel veel namen langs de Zenne hebben iets met de Zenne te maken : Zinnik, Sennette, Zoniënwoud, Zemst, het Zinneke, de Zuunbeek.
- Vóór de oeverversterkingen groeide in de moerasgronden van de Zennevallei veel gele lis, een plant die sinds 1991 op de vlag van het Brussels Hoofdstedelijk Gewest prijkt.
- In Brussel is er een vzw "ZenneSenne", die ervoor ijvert de Zenne weer open te leggen in de stad. Zo organiseerde zij bijvoorbeeld al een "Zot van de Zenne"-dag.
- In 1997 ondernam journalist Peter Lombaert per kano een afvaart van de Zenne van bron tot monding. Zijn reportages werden in wekelijkse afleveringen uitgezonden op TV Brussel en op Ring TV.